# Thomas Chippendale

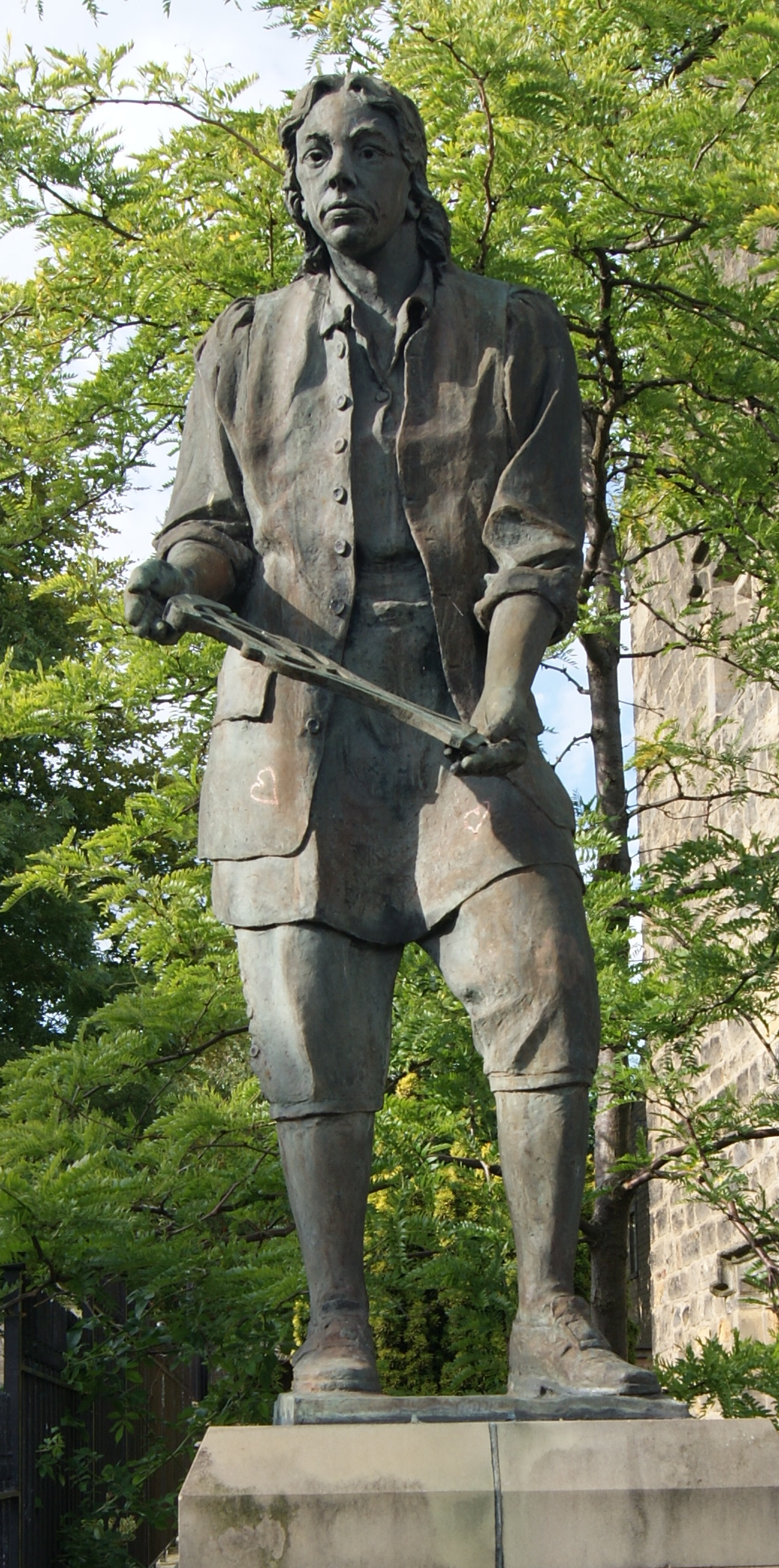
Standbeeld van Thomas Chippendale in Otley

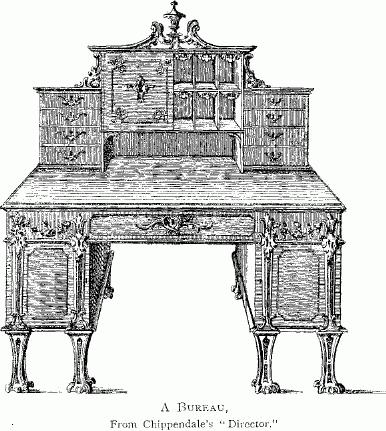
Tekening van een bureau van Chippendale

Thomas Chippendale (Farnley (West Yorkshire), 5 juni 1718 – Otley (bij Leeds), 13 november 1779) was een Londense meubelmaker. Hij leefde in dezelfde periode als zijn vakgenoten George Hepplewhite en Thomas Sheraton en wordt beschouwd als de grondlegger van de Engelse rococomeubelstijl, vaak kortweg "chippendale(stijl)" genoemd.
Chippendale werd geboren als zoon van een gewone meubelmaker. Tot zijn twintigste leerde hij de knepen van het vak bij zijn vader en ging nadien naar Londen om bij een meubelmaker in de leer te gaan. Gedurende zijn leertijd ontwierp hij verschillende meubels, waarvan de meeste gebaseerd waren op de Queen Annestijl. In deze periode werkte hij ook voor andere meubelmakers.
In 1752 werd hij directeur van een zelfstandige onderneming. Hij ontwierp een breed assortiment aan meubelen waaronder stoelen, bedden, commodes, bureaus, boekenkasten en tafels. Zijn meubelen vertoonden naast rococomotieven (rocailles) ook gotische en oosterse invloeden. Hij vervaardigde vele meubelen in Japans lakwerk waarvoor hij een witte houtsoort gebruikte.
In een latere periode kwam Thomas Chippendale in contact met Robert Adam, een architect met wie hij samenwerkte voor de inrichting van Harewood House te Yorkshire. In deze periode vertoonden zijn meubelen een klassieker karakter dan ervoor.
Chippendale trok zich in 1776 terug uit de zaak die daarna werd overgenomen door de oudste van zijn vijf zonen en dochters. Het waren kinderen van hem en zijn vrouw Catherine Redshaw, met wie hij in 1748 in het huwelijk trad. Zijn kinderen werkten met het bedrijf tot 1804. Chippendale stierf in 1779 en werd begraven in Londen. Gedurende zijn carrière schreef hij vier boeken waarvan het eerste verscheen in 1754 (The Gentleman and Cabinet Maker's Director) en het laatste in 1762.
De Engelse benaming voor het eekhoorntjesduo Knabbel en Babbel (Chip 'n Dale) is ontleend aan de naam van Thomas Chippendale.
- Bibsys: 90074911
- Bibliothèque nationale de France: cb145843361 (data)
- CiNii: DA01734167
- Gemeinsame Normdatei: 118675915
- International Standard Name Identifier: 0000 0000 8369 7173
- Library of Congress Control Number: n50038157
- Nationale Bibliotheek van Letland: 000235666
- Nationale Bibliotheek van Tsjechië: hka2010571163
- Nationale Bibliotheek van Israël: 987007272695505171
- Nederlandse Thesaurus van Auteursnamen: 070398690
- Réseau des bibliothèques de Suisse occidentale: 02-A022844058
- RKD-Nederlands Instituut voor Kunstgeschiedenis: 16693
- LIBRIS: 182815
- SNAC: w6571grt
- Système universitaire de documentation: 074326643
- Union List of Artist Names: 500015768
- Virtual International Authority File: 32243757
- WorldCat: E39PBJvRQJVtprgdr9TkByFtKd